# Con te (Gemello)
Con te è un singolo del rapper italiano Gemello, in collaborazione con il cantautore italiano Holden, pubblicato il 21 gennaio 2022 come estratto dal terzo album in studio La Quiete.

## Descrizione
Il brano, scritto da entrambi gli artisti, è prodotto dallo stesso Holden.

## Tracce
Testi e musiche di Andrea Ambrogio e Joseph Carta.
1. Con te (feat. Holden) – 2:43